# تاكويا يامادا
تاكويا يامادا ولد في 24 أغسطس 1974 في طوكيو هو لاعب كرة قدم ياباني ولعب أيضا لتامبا باي المشاغبون في أمريكا الشمالية لكرة القدم.

## روابط خارجية
- تاكويا يامادا على موقع الاتحاد الدولي (مؤرشف)  (الإنجليزية)
- تاكويا يامادا على موقع رابطة كرة القدم اليابانية للمحترفين (اليابانية)
- تاكويا يامادا على موقع قاعدة بيانات كرة القدم.إي يو (الإنجليزية)
- تاكويا يامادا على موقع ناشيونال فوتبول تيمز (الإنجليزية)
- تاكويا يامادا على موقع Soccerway.com (الإنجليزية)
- تاكويا يامادا على موقع عالم كرة القدم.نت (الإنجليزية)

1. ↑  "معلومات عن تاكويا يامادا على موقع transfermarkt.com". transfermarkt.com. مؤرشف من الأصل في 2020-03-31.
2. ↑  "معلومات عن تاكويا يامادا على موقع national-football-teams.com". national-football-teams.com. مؤرشف من الأصل في 2020-03-14.
3. ↑  "معلومات عن تاكويا يامادا على موقع scoresway.com". scoresway.com. مؤرشف من الأصل في 2018-02-26.